# Alicja Janosz
Alicja Grażyna Janosz-Niebielecka, niegdyś występująca również jako Alex (ur. 4 czerwca 1985 w Pszczynie) – polska piosenkarka, kompozytorka i autorka tekstów. Laureatka pierwszej polskiej edycji programu Idol (2002).

## Młodość
Ukończyła Ognisko Muzyczne w Pszczynie w klasie fortepianu. Była uczennicą SP2 w Pszczynie i Liceum Ogólnokształcącego w Gilowicach. Jest absolwentką Wyższej Szkoły Promocji w Warszawie, studiowała na kierunkach Reklama i PR.

## Kariera muzyczna
Karierę muzyczną zaczęła w wieku ośmiu lat, wygrywając Grand Prix na Festiwalu Piosenki Dziecięcej w Sosnowcu. W 1999 zaczęła występować w musicalu Piotruś Pan. Jesienią 2000 zwyciężyła w odcinku programu Szansa na sukces z piosenkami Kayah, po czym wystąpiła w programie estradowym Bal Noworoczny Dwójki.
W 2002 zwyciężyła w finale pierwszej polskiej edycji programu rozrywkowego Idol. W nagrodę otrzymała propozycję podpisania kontraktu z wytwórnią Sony BMG Music Entertainment Poland, która wydała jej debiutancki album studyjny pt. Ala Janosz. Płytę promowała singlami „Zmień siebie” i „Zbudziłam się”, które stały się przebojami. Nagrała także piosenkę „Przyjaciel dobra rzecz” promującą film fabularny Księga dżungli 2, do której zrealizowała teledysk oraz piosenkę „Lato przyszło na świat” do bajki „Dzwoneczek i Uczynne Wróżki”. W 2003, wykonawszy piosenkę „I Don’t Know How to Love Him” z musicalu Jesus Christ Superstar, zajęła 8. miejsce w programie World Idol. W 2004 z piosenką „I’m Still Alive” startowała w Krajowych Eliminacjach do Konkursu Piosenki Eurowizji 2004. Zajęła czwarte miejsce. Wystąpiła gościnnie na płycie Piotra Banacha pt. Wu-Wei, wydanej w 2005. Przez kilka miesięcy prowadziła listę przebojów w stacji muzycznej 4fun.tv. W 2007 wystąpiła na festiwalu bluesowym Międzyzdroje Non Stop.
4 czerwca 2009 poinformowała o zakończeniu współpracy z wytwórnią Sony BMG. W 2010 wydała album studyjny z zespołem HooDoo Band, z którym współpracuje od 2006. Album otrzymał status złotej płyty. 3 grudnia wydała drugi solowy album pt. Vintage. Płytę promowała singlami: „Jest jak jest”, „I Woke Up So Happy”, „Nie tak” i „Zawsze za mało”, który dedykowała mężowi, Bartoszowi Niebieleckiemu. 22 kwietnia 2016 nakładem wytwórni MOmusic wydała trzeci solowy album pt. Retronowa, który promowała piosenką „Gdy przychodzi noc”.
Od początku 2023 prowadzi podcast I tak cię kocham, w którym rozmawia z psychoterapeutkami i artystkami. 4 czerwca 2023 nakładem własnej wytwórni Trudno Świetnie wydała autorski album, również zatytułowany I tak cię kocham, który wyprodukował jej mąż, Bartosz Niebielecki.

## Życie prywatne
Od 31 lipca 2010 jest żoną Bartosza Niebieleckiego, producenta i perkusisty. Mają syna, Tymona (ur. 16 września 2014).

## Dyskografia
Albumy studyjne
| 2002                           | Ala Janosz - Data: 4 listopada 2002 - Wydawca: BMG - Format: CD                                   | 3  |
| 2011                           | Vintage - Data: 3 grudnia 2011 - Wydawca: Lion Stage Records - Format: CD, digital download       | –  |
| 2016                           | Retronowa - Data: 22 kwietnia 2016 - Wydawca: MOmusic - Format: CD, digital download              | –  |
| 2020                           | Dzieciom - Data: 29 marca 2020 - Wydawca: My Music - Format: CD, digital download                 | 33 |
| 2023                           | I Tak Cię Kocham - Data: 4 czerwca 2023 - Wydawca: Trudno Świetnie - Format: CD, digital download | _  |
| „–” pozycja nie była notowana. |                                                                                                   |    |

Single
| Rok                            | Tytuł                                                 | Pozycja na liście | Pozycja na liście | Pozycja na liście | Pozycja na liście | Album            |
| Rok                            | Tytuł                                                 | 30 ton            | RMF               | CLP               | SLiP              | Album            |
| ------------------------------ | ----------------------------------------------------- | ----------------- | ----------------- | ----------------- | ----------------- | ---------------- |
| 2002                           | „Może się wydawać” (jako Alicja Janosz i Przyjaciele) | 1                 | –                 | 2                 | –                 | Idol Top 10      |
| 2002                           | „Zmień siebie”                                        | 5                 | 1                 | 8                 | 40                | Ala Janosz       |
| 2003                           | „Zbudziłam się”                                       | –                 | 9                 | 9                 | 50                | Ala Janosz       |
| 2003                           | „Przyjaciel dobra rzecz”                              | –                 | –                 | –                 | –                 | Księga dżungli 2 |
| 2003                           | „To co w nas ukryte” (z Szymonem Wydrą)               | –                 | –                 | –                 | –                 | –                |
| 2004                           | „I’m Still Alive” (jako Alex)                         | –                 | –                 | 11                | –                 | –                |
| 2011                           | „Jest jak jest”                                       | –                 | –                 | –                 | –                 | Vintage          |
| 2011                           | „I Woke Up So Happy”                                  | –                 | –                 | –                 | –                 | Vintage          |
| 2011                           | „Nie tak”                                             | –                 | –                 | –                 | –                 | Vintage          |
| 2012                           | „Zawsze za mało”                                      | –                 | –                 | –                 | –                 | Vintage          |
| 2016                           | „Gdy przychodzi noc”                                  | –                 | –                 | –                 | –                 | Retronowa        |
| 2021                           | „Puść”                                                | –                 | –                 | –                 | –                 | I Tak Cię Kocham |
| 2022                           | „TETRIS”                                              | –                 | –                 | –                 | –                 | –                |
| 2022                           | „#IDĄŚWIĘTA”                                          | –                 | –                 | –                 | –                 | –                |
| 2023                           | „Maleńka”                                             | –                 | –                 | –                 | –                 | I Tak Cię Kocham |
| 2023                           | „Friend”                                              | –                 | –                 | –                 | –                 | I Tak Cię Kocham |
| 2023                           | „Bez Ciebie”                                          | –                 | –                 | –                 | –                 | I Tak Cię Kocham |
| 2023                           | „Nie jest za późno”                                   | –                 | –                 | –                 | –                 | I Tak Cię Kocham |
| 2023                           | „ToNieMy”                                             | –                 | –                 | –                 | –                 | –                |
| 2025                           | "Cnoty niewieście"                                    | –                 | –                 | –                 | –                 | –                |
| „–” pozycja nie była notowana. |                                                       |                   |                   |                   |                   |                  |